# Neuville-au-Bois
Neuville-au-Bois – miejscowość i gmina we Francji, w regionie Hauts-de-France, w departamencie Somma.
Według danych na rok 2011 gminę zamieszkiwało 165 osób, a gęstość zaludnienia wynosiła 56 osób/km² (wśród 2293 gmin Pikardii Neuville-au-Bois plasuje się na 807. miejscu pod względem liczby ludności, natomiast pod względem powierzchni na miejscu 1061.).